# Fernand Gentin
Fernand Gentin, né le 27 septembre 1876 à Reims (Marne) et mort le 24 avril 1946 à Paris, est un imprimeur et homme politique français.

## Première Guerre mondiale
En août 1914 Fernand Gentin est mobilisé avec le grade de sergent dans le 47e Régiment d’infanterie territorial. Blessé le 9 novembre 1914 puis hospitalisé pendant sept mois, il est élevé au grade de sous-lieutenant en août 1917. Il termine le conflit avec la Croix de guerre et une citation.

## Elu local puis national de 1923 à 1940
Après le conflit Gentin succède à son père à la direction de la Grande imprimerie de Troyes. 
En 1923 il obtient son premier mandat et devient conseiller municipal de la petite commune de Villy-le-Bois. Sa rapide ascension dans la fédération auboise du Parti radical lui permet de devenir conseiller général, député puis président du Conseil général de l’Aube. Le 21 novembre 1937, il échoue à l’élection au siège de sénateur de l’Aube laissé vacant par le décès d’Alexandre Israël.
Fernand Gentin devient ensuite ministre sans interruption de janvier 1938 à mars 1940, successivement des P.T.T., de la Santé publique et du Commerce.

## Seconde Guerre mondiale
Le 10 juillet 1940, il vote les pleins pouvoirs au maréchal Pétain.
Pendant l'Occupation, Gentin devient administrateur et directeur politique du quotidien Le Petit Troyen. Ce journal, décrit comme "clairement collaborationniste", cessera de paraître à la Libération.
Gentin est arrêté en décembre 1944. Le 24 janvier 1945 la cour d'assises de l'Aube l'acquitte de l'accusation de mise en danger de la sécurité de l'État mais le condamne à dix ans de dégradation nationale et le frappe d'inéligibilité. Le 10 juillet 1945 un jury d'honneur confirme son inéligibilité à toute fonction publique..

Fernand Gentin décède à Paris le 24 avril 1946.

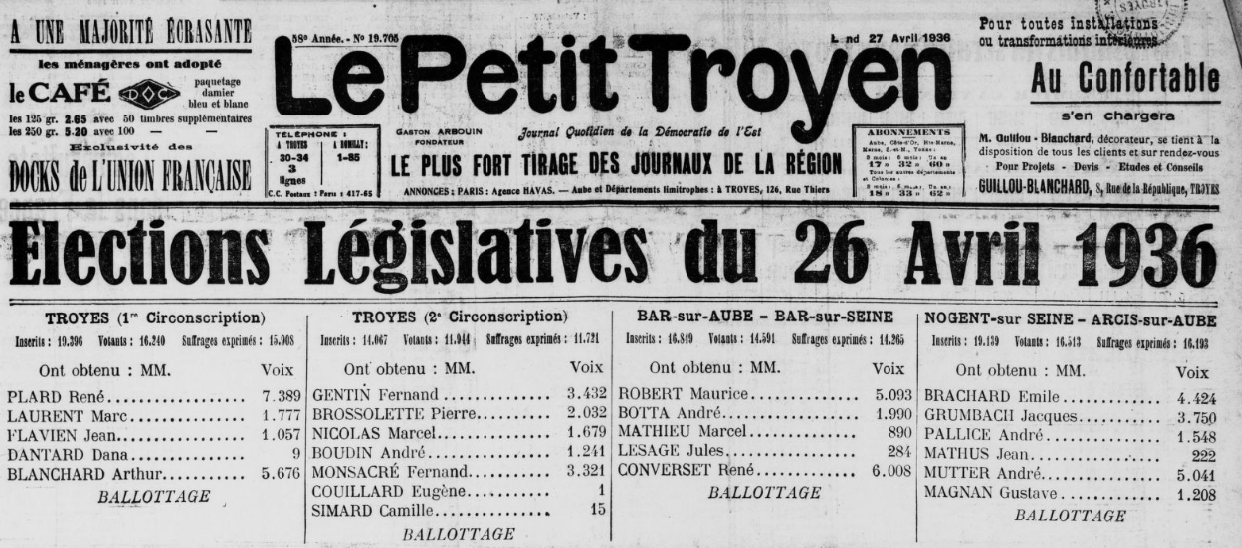
Une du Petit Troyen le 27 avril 1936. Gentin en ballotage favorable. Le candidat socialiste Pierre Brossolette en troisième position.

## Décorations
- Croix de guerre 1914–1918
- Commandeur de l'ordre de la Santé publique, de droit en tant que ministre de la Santé publique[3] (1938)
- Commandeur de l'ordre du Mérite commercial, de droit en tant que ministre du Commerce[4] (1938)

## Carrière
- Conseiller municipal de Villy-le-Bois en 1923
- Conseiller général du canton de Bouilly de 1925 à 1940
- Vice-président du Conseil général de l'Aube le 28 octobre 1931
- Député radical de l'Aube de 1932 à 1940 (réélu en mai 1936 après avoir devancé au premier tour le candidat de la Droite et Pierre Brossolette, le candidat SFIO, arrivé en troisième position)
- Président du Conseil général de l'Aube du 17 octobre 1934 au 12 octobre 1940
- Maire de la commune d'Isle-Aumont le 17 mai 1935
- Ministre des Postes, Télégraphes et Téléphones du 18 janvier au 13 mars 1938 dans le gouvernement Camille Chautemps (4).
- Ministre de la Santé Publique du 13 mars au 10 avril 1938 dans le gouvernement Léon Blum (2).
- Ministre du Commerce du 10 avril 1938 au 21 mars 1940 dans le gouvernement Édouard Daladier (3).

## Sources
- "Le Conseil général de l'Aube", la Vie en Champagne numéro 217, décembre 1972
- « Fernand Gentin », dans le Dictionnaire des parlementaires français (1889-1940), sous la direction de Jean Jolly, PUF, 1960 [détail de l’édition]